# Israel Pérez
Israel Pérez Rodríguez (* 31. Januar 1978 in Valencia del Ventoso) ist ein spanischer Straßenradrennfahrer.
Israel Pérez wurde 2005 Zweiter der Gesamtwertung bei der Vuelta a La Rioja. Im nächsten Jahr wurde er dann Vertragsfahrer bei dem spanischen Continental Team Spiuk-Extremadura. In seinem ersten Jahr dort war er gleich bei einer Etappe des Circuito Montañés erfolgreich und wurde dort auch Dritter der Gesamtwertung. 2009 gewann Pérez eine Etappe bei der Vuelta a Zamora. In der Saison 2010 gewann er das Mannschaftszeitfahren der Vuelta a Tenerife und jeweils eine Etappe bei der Volta a Coruña und bei der Cinturó de l’Empordà.

## Erfolge
2006
- eine Etappe Circuito Montañés

2010
- eine Etappe Cinturó de l’Empordà

## Teams
- 2006 Spiuk-Extremadura
- 2007 Extremadura-Spiuk
- 2008 Extremadura-Grupo Gallardo
- 2009 Extremadura-Spiuk
- 2010 Extremadura-Spiuk